# 아메바증
아메바증(Amoebiasis)은 대장아메바에 속하는 육질충류의 감염증을 말한다. 이질아메바의 감염에 의한 경우가 가장 흔하며, 증상은 없을수도 있고 아주 심할수도 있다. 증상으로는 복통, 설사, 이질이, 합병증으로는 괴사 및 천공을 동반하는 대장염으로부터 복막염까지 발생할 수 있다. 빈혈 역시 발생할 수 있다.대장아메바 포낭은 흙에서 수개월, 손톱 아래에서 45분까지 생존할 수 있다. 이 아메바가 창자로 침투하면 이질이 발생한다. 혈액을 통해 몸의 구석으로 퍼져나갈 수 있는데, 간에 도달한 경우 아메바성 간 농양을 일으킬 수 있으며 심지어 이질이 발생하기 전에도 일으킬 수 있다. 대부분 현미경을 사용한 대변 검사로 진단하나, 정확한 종까지 알아내기는 어렵다. 심각한 경우 백혈구 증가가 관찰된다. 가장 정확한 검진방법은 항체 검사이다. 세균성 대장염도 유사한 증상을 일으킨다.
상수도를 배설물로부터 멀리 떨어진데 위치시키는 등 공중 위생을 개선함으로써 예방할 수 있다. 백신은 없고, 감염 위치에 따라 치료법은 두 가지로 나뉜다. 조직 감염의 경우 메트로니다졸, 티니다졸, 니타조사나이드, 디히드로에메틴, 클로로퀸을, 장기 감염의 경우 디록사니드퓨로어트, 요오드퀴놀린을 투여할 수 있으며 여러 약재를 병용할 수도 있다. 증상이 없는 경우에도 전염성을 고려하여 치료해야한다. 이질아메바를 제외한 다른 대장아메바에 대한 치료는 필요하지 않다.아메바증은 전세계에서, 특히 개발도상국에서 흔히 관찰된다. 4천800만명의 사람이 아메바에 감염되어 매년 4만에서 11만명의 사람이 사망한다. 대부분 동형아메바가 그 원인으로 지목된다. 기록된 최초의 1875년과 1891년으로, 아메바성 이질과 아메바성 간 농양이 기록되어있다. 필리핀에서도 이질아메바 포낭을 삼킨 피험자에게서 아메바증이 발생했다는 기록이 있다.

## 병리학

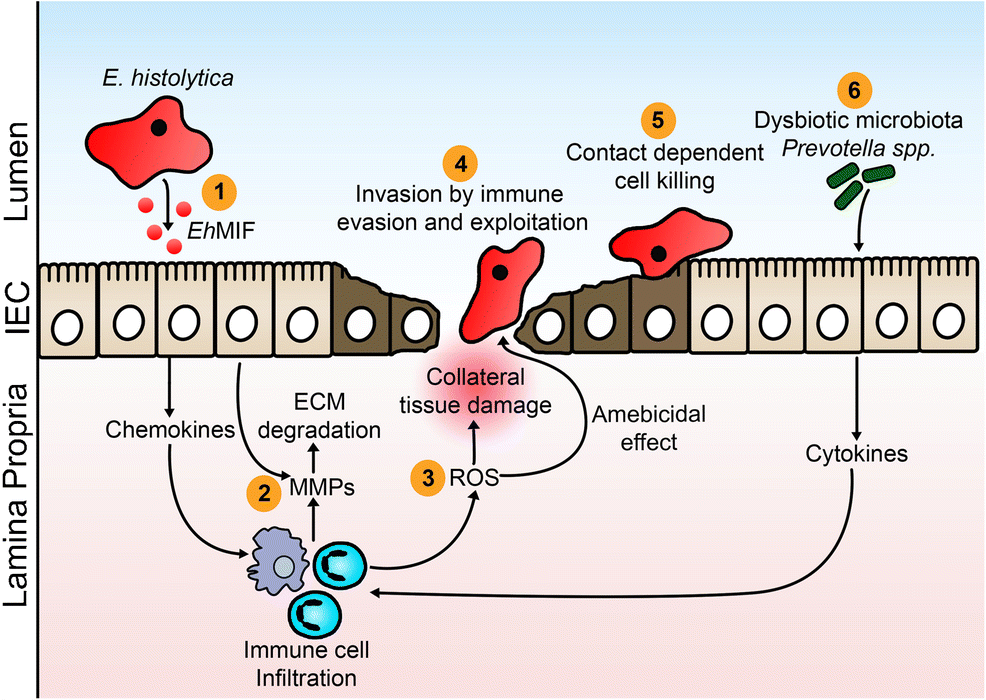
이질아메바에 의한 조직 감염.(EhMIF: 이질아메바 대식세포 이동 억제인자, MMP: 기질 메탈로프로테이나아제)

아메바의 조직 침투는 대부분 이질아메바에 의한 숙주세포의 파괴, 염증, 침투의 단계로 이루어진다.

## 역학
1990년에는 68,000명이 감염된데 비해, 2010년에는 55,000명이 감염되어 환자의 수가 점점 감소하고 있다. 예전에는 인구의 10%가량이 이질아메바에 감염되었다고 하나, 현재는 감염증의 90% 이상이 동형아메바에 의한 것으로 여겨진다. 그러나 현재도 5천만에 달하는 인구가 이질아메바에 감염되어 있으며, 그중 7천명이 매년 사망하는데 대부분은 간 농양 등 합병증에 의한 것이다. 열대지역에서 주로 발생하는 감염증으로 알려져있으나, 1875년에 처음 보고된 사례는 러시아의 상트페테르부르크에서 발생한 것으로 추운 지역에서도 발병할 수 있다. 그러나 온대지역에서 더 많이 감염되는데, 이는 온대지역에 공공위생이 불량한 국가가 더 많으며, 따뜻하고 다습한 환경에서 아메바 포낭이 더 오래 생존할 수 있기 때문이다.

## 치료
이질아메바 감염은 위장관이나 위장관내 조직, 간 등에 발생한다. 이에 따라 발생하는 증상들은 항아메바제나 내강낭포 치료제를 투여함으로써 치료할 수 있다. 증상이 없는 경우 내강낭포 치료제만 투여하기도 한다.